# Diether Schmidt

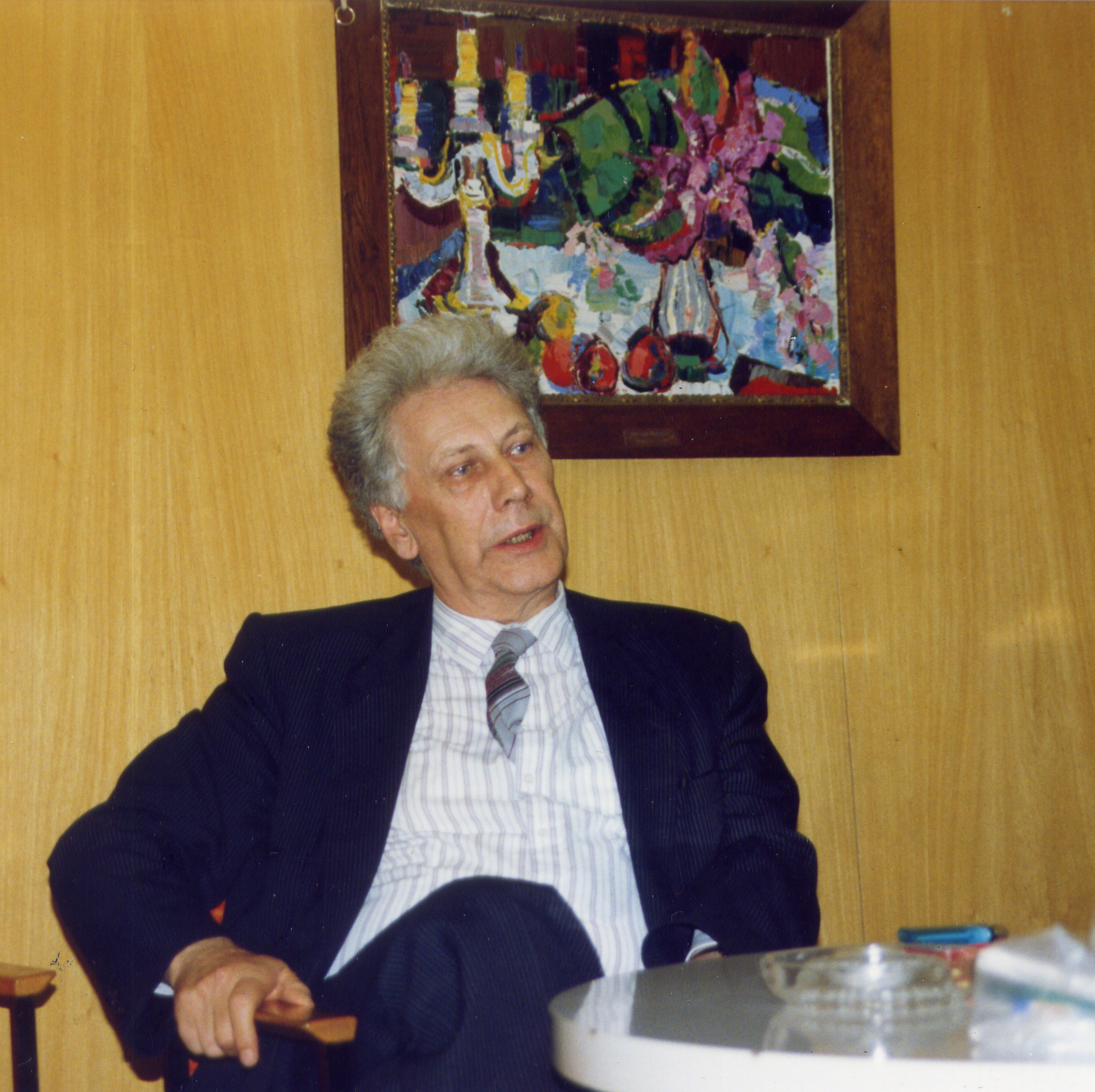
Diether Schmidt berichtet auf einem Rossendorfer Klubabend über Nasenstüber auf Wanderungen West-Ost-West-Ost am 14. Mai 1992

Diether Hans Werner Schmidt (* 29. Juli 1930 in Lubmin; † 7. Februar 2012 in Retie, Belgien) war ein deutscher Kunsthistoriker.

## Leben
Schmidt wuchs in einem kommunistischen Elternhaus auf. Der Vater war Maurer und die Mutter arbeitete als Putzfrau. Wegen der schlechten Erwerbslage zog die Familie nach Berlin, wo der Knabe im Bezirk Wedding seine Erfahrungen mit dem Arbeitermilieu machte. Durch die Einstellung seines Elternhauses und den Besuch einer katholischen Schule blieb er vor der politischen Indoktrination durch den Nationalsozialismus bewahrt.
Er leitete 1948 unter der Patenschaft von Will Grohmann einen Kunstkreis der Schülergemeinschaft „Humanitas“ beim RIAS Schulfunk. Er begann erst ein Pädagogikstudium, um dann an der Humboldt-Universität Berlin bei Richard Hamann und Willy Kurth Kunstgeschichte zu studieren. Die späteren Berufskollegen Werner Schade und Elmar Jansen waren seine Kommilitonen. Nach dem Studium ging er nach Dresden, wo er für kurze Zeit als Assistent an den Staatlichen Kunstsammlungen beschäftigt war. Nach seiner Dissertation zum Thema David der Goliathsieger. Stadtheroe und Verfassungs-Bild der Republik Florenz in der Renaissance (1960) erhielt er einen Forschungsauftrag des Kulturministeriums.
Die Reden Diether Schmidts zu Eröffnungen von Ausstellungen in Dresdner Galerien waren legendär. Im Jahr 1974 war die erste städtische Galerie in Dresden, die Galerie Nord, entstanden. Allein in dieser von Sigrid Walther geleiteten Galerie eröffnete Schmidt zwischen 1975 und 1981 dreizehn Ausstellungen. Es waren Ausstellungen mit Werken von Stefan Plenkers, Walter Teichert, Hernando León, Achim Heim, Ursula Bankroth, Gil Schlesinger, Anna Elisabeth Angermann, Wolfgang Friedrich, Curt Querner und Ernst Lewinger. Er eröffnete auch eine Gruppenausstellung Malerei Grafik Plastik mit Arbeiten von Manfred Richard Böttcher, Hartmut Bonk, Eberhard Göschel, Peter Graf, Peter Herrmann, Peter Kaiser und Stefan Plenkers im Jahr 1975. Diether Schmidt sollte auch die Ausstellung Malerei Aquarelle Holzschnitte Zeichnungen von Hans-Peter Hund im Oktober 1981 eröffnen, aber dazu kam es nicht mehr. Er erhielt Redeverbot, was für großen Unmut unter Künstlern und Kunstfreunden sorgte.
In der 1977 von seiner damaligen Ehefrau Ulrike Schmidt gegründeten Kunstgalerie des Kulturbundes in der Dresdner Neustadt betreute er maßgeblich die Ausstellungsreihe „orbis pictus“.

Jochen Fiedler, Porträt Diether Schmidt, 2010, Kohlezeichnung, 64 × 48 cm

Als Kurator, Publizist und Laudator setzte er sich besonders für das Werk zeitgenössischer Künstler wie Fritz Cremer, Ernst Lewinger, Hans Jüchser, Bernhard Kretzschmar, Friedrich Press, Curt Querner, Gerhard Kettner, Hans-Peter Hund und Jochen Fiedler ein.
Nach seiner Ausbürgerung aus der DDR 1984 lebte Schmidt zunächst in Eschborn bei Frankfurt am Main, bevor er 1988 nach Westberlin zog, wo er viele der alten Dresdner Künstlerfreunde wiedertraf, die unterdessen gleichfalls die DDR verlassen hatten. Er hatte Gastprofessuren an der Hochschule für Gestaltung Offenbach am Main und an der Hochschule der Künste in Berlin-Charlottenburg inne. Ab 1990 lehrt er an der HfBK in Dresden, wurde 1991 zum Professor für Kunstgeschichte und in das Amt des Rektors berufen, welches er im Jahr darauf wieder niederlegte. 1995 wurde er emeritiert.

## Politische und kulturpolitische Haltung / Verfolgung in der DDR

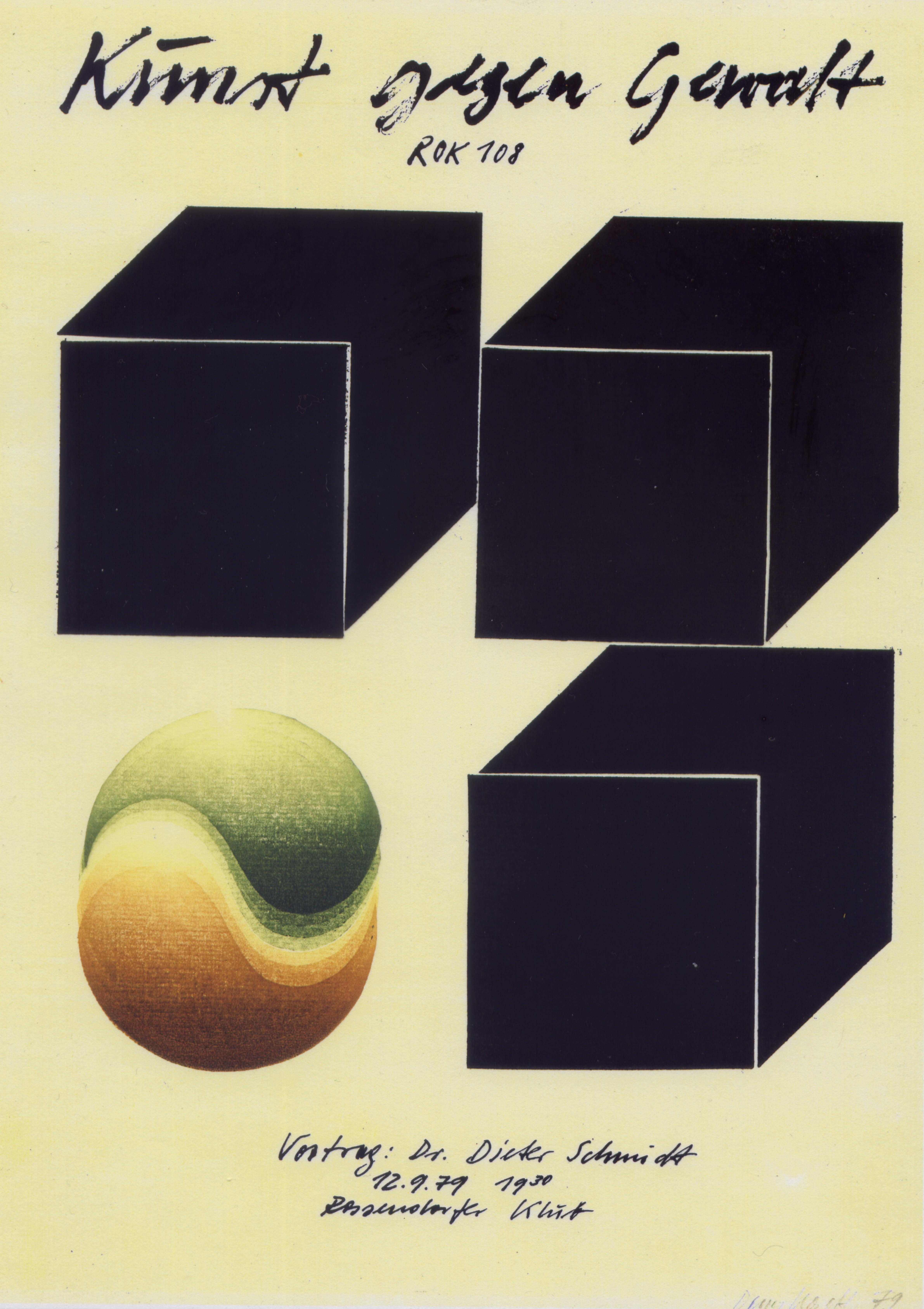
Plakat des Malers Klaus Dennhardt zum Rossendorfer Klubabend Kunst gegen Gewalt mit Diether Schmidt am 12. September 1979

Schmidt war ein unerschrockener Kritiker der Parteidoktrin der SED. Er nutzte alle Spielräume und scheute sich nicht, bei öffentlichen Veranstaltungen seinen Unmut über geistige Bevormundungen und Fehlentwicklungen in der DDR kundzutun.
Einem Rossendorfer Klubabend in Dresden am 12. September 1979 zum Beispiel gab Schmidt den gewagten Titel Kunst gegen Gewalt und begann seinen Vortrag sinngemäß so: „Wir gedenken in diesen Tagen des vierzigsten Jahrestags des Überfalls von Deutschland auf Polen. Deutschland und die Sowjetunion hatten in einem geheimen Zusatzprotokoll des Hitler-Stalin-Pakts, der in keinem Geschichtsbuch der DDR erwähnt wird, ihre Interessenssphären für den Fall einer territorial-politischen Umgestaltung abgesteckt. Es enthielt die Aufteilung Polens und schlug die baltischen Staaten der Sowjetunion zu. Für den Überfall auf Polen hatte Hitler also freie Hand. Am 1. September 1939 begann der Zweite Weltkrieg. 16 Tage später fiel die Rote Armee in Ostpolen ein.“ Das war aus Sicht linientreuer Gesinnungswächter ein schwerwiegender Fauxpas. Die Existenz des geheimen Zusatzprotokolls wurde in der DDR bis 1989 verschwiegen, über den Angriff der Sowjetunion auf Polen und die Annexion der baltischen Staaten wurde offiziell nichts berichtet. Negative Folgen für Schmidt und die Veranstalter, die Kulturkommission des Zentralinstituts für Kernforschung Dresden, hatte dieser Klubabend zum Weltfriedenstag zunächst nicht.
Es blieb aber nicht aus, dass die Mitarbeiter der Ministeriums für Staatssicherheit Diether Schmidt und die Rossendorfer Klubabende und Ausstellungen ins Visier nahmen. Sie eröffneten 1981 einen Operativen Vorgang unter dem Codenamen Club und dem Titel Verdacht der Organisierung von Kulturveranstaltungen mit der Zielstellung der Verbreitung feindlicher Ideologien gegen drei Mitglieder der Kulturkommission und schickten ein gutes Dutzend IMs ins Rennen. Im Eröffnungsbericht wird explizit Diether Schmidt genannt:
„Aus Hinweisen und Informationen zu Kulturveranstaltungen des Zentralinstituts für Kernforschung (ZfK), veranstaltet von der Kulturkommission der IGL, unter der Bezeichnung Rossendorfer Klubabende (ROK), die in IM-Berichten ihre Bestätigung fanden, wurde ersichtlich, daß einige dieser Veranstaltungen vom Inhalt und Verlauf her gegen die Kulturpolitik von Partei und Regierung gerichtet waren. Ausdruck dessen war(en) im September 1979 der ROK Kunst gegen Gewalt. Vor ca. 100 Personen sprach der Kunstwissenschaftler Dr. Diether Schmidt über die Problematik, wie sich die Kunst Diktatur und Gewalt entgegensetzte. Dabei setzte er die Zeit des Faschismus mit den Verhältnissen in der DDR gleich.“
Im Januar 1984, wurde Schmidt in der Untersuchungshaftanstalt der Staatssicherheit in Dresden inhaftiert. Mit der Aussicht auf eine mehrjährige Gefängnisstrafe wurde seine Ausreise in die Bundesrepublik erpresst. Für den Freikauf setzte sich Helmut Schmidt ein. Ein Buch über den Bildhauer Friedrich Press konnte noch nach seiner Ausbürgerung in der Evangelischen Verlagsanstalt in Berlin erscheinen.

## Darstellung Schmidts in der bildenden Kunst
- Bernhard Kretzschmar: Diether Schmidt / Kunsthistoriker (Bleistift-Zeichnung, 49 × 31 cm, 1968)[9]

## Schriften (Auswahl)

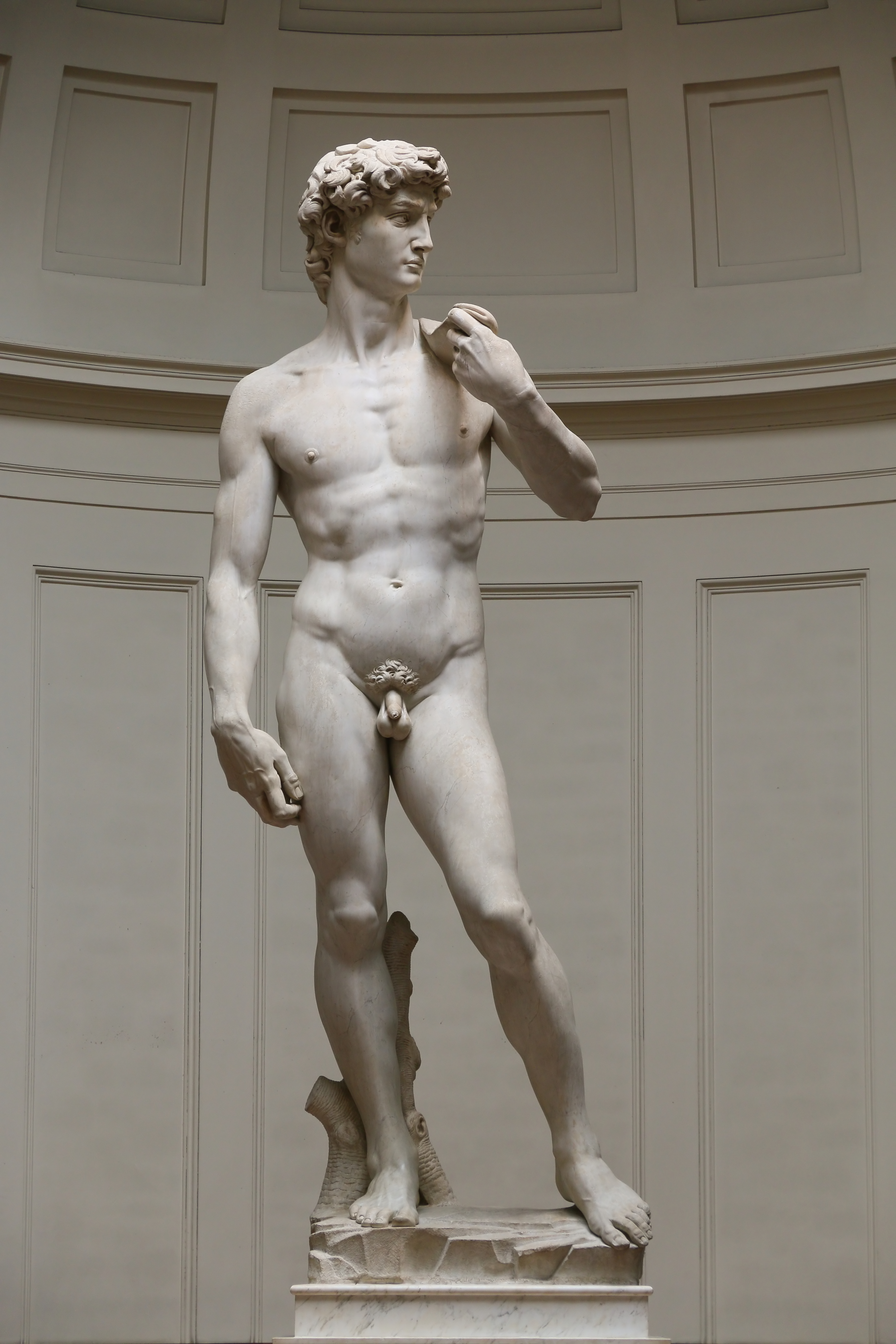
David von Michelangelo in Florenz, Diether Schmidts Dissertationsthema

- David, der Goliathsieger: Stadtheroe und Verfassungsbild der Republik Florenz im Zeitalter der Renaissance. Berlin, Humboldt-Universität, Dissertation vom 4. Mai 1960. Berlin 1960 (190 S.).
- Französische Druckgrafik seit 1871. Verlag der Kunst, Dresden 1960
- Schriften deutscher Künstler des 20. Jahrhunderts, Band II, In letzter Stunde. 1933–1945, Verlag der Kunst, Dresden 1965
- Schriften deutscher Künstler des 20. Jahrhunderts, Band I, Manifeste, Manifeste. 1905–1933, Verlag der Kunst, Dresden 1964
- Michelangelo. Handzeichnungen. 48 farbige Tafeln. Auswahl und Geleitwort von Diether Schmidt. Insel, Leipzig 1965
- Bauhaus. Weimar 1919 bis 1925. Dessau 1925 bis 1932. Berlin 1932 bis 1933. Verlag der Kunst, Dresden 1966
- Ich war, ich bin, ich werde sein! Selbstbildnisse deutscher Künstler des 20. Jahrhunderts. Henschelverlag Kunst und Gesellschaft, Berlin 1968
- Bernhardt Kretzschmar. Essay im Kunstheft „Maler und Werk“. Verlag der Kunst, Dresden, 1970
- Fritz Cremer, Leben. Werke. Schriften. Meinungen. Verlag der Kunst, Dresden 1973
- Karl Hubbuch. Limes Verlag, München 1976
- Fritz Cremer, Zeichnungen. 48 Bildtafeln. Herausgegeben von Diether Schmidt. Insel, Leipzig 1976
- Picasso, Welt der Kunst. Henschelverlag Kunst und Gesellschaft, Berlin 1976
- Otto Dix in Selbstbildnissen. Henschelverlag Kunst und Gesellschaft, Berlin 1978
- Hans Jüchser. Henschelverlag Kunst und Gesellschaft, Berlin 1978
- Georges Rouault – Miserere: Aus dem Kupferstichkabinett der Staatlichen Museen zu Berlin DDR. Dresden 1981.
- Friedrich Press, Kirchengestaltung und Glaubenszeichen. Evangelische Verlagsanstalt, Berlin 1984
- Die Dresdner Künstlerszene: 1913–1933 [Katalog zur Ausstellung die Zwanziger Jahre in Dresden T. II; Galerie Remmert und Barth Düsseldorf 3. Oktober – 24. Dezember 1987; Peter August Böckstiegel …] Düsseldorf 1987 (144 S.).
- Hans-Hendrik Grimmling, 1990: („… es ist die Passion des Ganzbleibens …“; 2.3. – 31.3.1990 Galerie Steinbrecher Bremen; 21.3. – 29.4.1990 Galerie Manfred Giesler Berlin; 18.5. – 29.6.1990 Alape Adolf Lamprecht Betriebs-GmbH Goslar-Hahndorf). Bremen 1990 (28 S.).
- Nuria Quevedo, Bilder Zeichnungen Graphik. Ausstellungs-Katalog der Galerie oben, Chemnitz 1991
- Horst Leifer: Bilder und Blätter. Ernst-Rietschel-Kulturring, Pulsnitz 1994 (52 S.).
- Deutsche Zeichner aus dem Osten: Von Max Klinger und Otto Dix bis heute; 11.6. – 16.7.1995. Reutlingen 1995 (79 S.).
- Himmel. Erde. Horizonte. Monographie zum Werk des Malers, Zeichners und Radierers Hartwig Hamer. Hrsg. v. Detlef Hamer. Gerhard Wolf Janus press, Berlin 1999
- Hans-Peter Hund – Die Gemälde. Städtische Galerie Wurzen 2002